# Successor
Successor è il primo EP del gruppo musicale finlandese Sonata Arctica, pubblicato in Finlandia il 7 agosto 2000 ed in seguito distribuito in diverse versioni in tutto il mondo.

## L'album
In seguito al loro primo album completo, Ecliptica, i Sonata Arctica decidono di pubblicare il loro primo EP, Successor, che contiene Shy, canzone scritta in vista del demo che avrebbe assicurato loro un contratto di tre album completi con la Nuclear Blast. Esistono quattro versioni particolari di Successor. La prima, per tutto il mondo, presenta solo cinque tracce; la seconda e la terza, rispettivamente per Giappone e Francia, hanno al loro interno due tracce diverse a nazione (UnOpened e Full Moon live per il Giappone, 8th commandament e Letter to Dana sempre live per la Francia). L'ultima è per Messico ed Argentina che, oltre a ricevere le quattro tracce aggiuntive offerti al Giappone ed alla Francia hanno, in versione live, anche Replica e My Land.
Sulla copertina del minicd si può vedere in una cupoletta lo stemma dei Sonata Arctica su uno sfondo completamente blu.

## Tracce
Testi e musiche di Tony Kakko, arrangiamenti dei Sonata Arctica.
1. FullMoon (edit) – 4:00
2. Still Loving You (Scorpions cover) – 4:33
3. I Want Out (Helloween cover) – 3:52
4. San Sebastian – 4:46
5. Shy – 4:18

Tracce bonus nell'edizione giapponese
1. UnOpened (live)
2. FullMoon (live)

Tracce bonus nell'edizione francese
1. 8th Commandment (live)
2. Letter To Dana (live)

Tracce bonus nell'edizione sudamericana
1. Replica (live)
2. My Land (live)
3. UnOpened (live)
4. FullMoon (live)
5. 8th Commandment (live)
6. Letter To Dana (live)

## Formazione
- Tony Kakko - voce
- Jani Liimatainen - chitarra
- Tommy Portimo - batteria
- Janne Kivilahti - basso
- Mikko Härkin - tastiera

## Produzione
- Registrato ai Tico Tico Studio da Ahti Kortelainen.
- Mixato da Mikko Karmila ai Finnvox Studios
- Masterizzato da Mika Jussila ai Finnvox Studios.
- Tracce live eseguite il 16 giugno 2000 al Provinssirock Festival, Seinäjoki, Finlandia.
- Tracce live registrate da Yleisradio/RadioMafia